# 925
925 (CMXXV) je bilo navadno leto, ki se je po julijanskem koledarju začelo na soboto.

## Dogodki
- 1. januar

## Rojstva
- Ivan I. Cimisk, bizantinski cesar († 976)

## Smrti
- 11. maj - Nikolaj I. Mistik,  carigrajski ekumenski patriarh  (* 852)

Neznan datum
- Tomislav, hrvaški kralj